# Tito Giovanni Marchetti
Tito Giovanni Marchetti (29 luglio 1879 – ...) è stato un politico e magistrato italiano.

## Biografia
Nato nel 1879, si laureò in giurisprudenza ed esercitò la professione di magistrato a Lucca. Fu anche presidente della Corte d'appello di Lucca.
Dopo la seconda guerra mondiale, ormai in pensione, entrò in politica nelle file della Democrazia Cristiana. Il 30 giugno 1951 venne eletto sindaco di Lucca. Riconfermato il 27 maggio 1956, rimase in carica fino alla naturale scadenza del mandato il 26 novembre 1960.